# Somló Lipót
Somló Lipót (Tiszalök, 1886. február 15. – New York, 1944) magyar költő, lapszerkesztő.

## Életútja, munkássága
Vasesztergályosként dolgozott különböző műhelyekben, iparvállalatokban. Az első világháború idején vált a Magyarországi Szociáldemokrata Párt tagjává. 1919-ben Reiter Róberttel szerkesztette Temesváron a Munkáslapot és az Arbeiter Zeitungot. 1920-ban Temesváron a munkásbiztosító tisztviselője volt. 1920-ban itt adta ki Romok útján c. kötetét. 
1923-tól néhány évig az Amerikai Egyesült Államokban, majd 1933-tól ismét Amerikában, Chicagóban, Clevelandben és New Yorkban élt. A New York állambeli Queens County I. körzetében képviselőnek is jelölték. Munkatársa volt a The American Magyar Review, Az Ember és az Összetartás c. lapoknak. 1939-ben részt vett a Pittsburghban megtartott Magyar Napok rendezvényen. Írásait a kolozsvári Napkelet és a Korunk is közölte.

## Kötetei
- Romok útján. Somló Lipót tábori versei. 1914–1918; Hiller Ny., Timişoara, 1922
- A kapitalizmus és a munkásság (Temesvár, 192?)